# Ярытик, Пётр Андреевич
Пётр Андреевич Ярытик (октябрь 1913 — 10 июля 1954) — инженер, участник советского атомного проекта, лауреат Сталинской премии III степени.

## Биография
Родился в селе Синява Киевской губернии. Окончил 6 классов и был направлен в Одесскую экспериментальную мастерскую. Затем работал мастером на заводе № 5 в коммуне имени Дзержинского в Московской области.
С 1941 по 1945 год служил в ремонтной бригаде танковых войск, награждён медалью «За оборону Москвы».
С 1949 года работал в Сарове в КБ-11 старшим мастером-механиком.
Летом 1954 года во время полигонного опыта в процессе изготовления нейтронного источника получил смертельную дозу облучения.
Похоронен на городском кладбище г. Сарова.

## Награды и звания
Лауреат Сталинской премии третьей степени (1953), также награждён орденом «Знак Почета» за работы по технической физике, связанные с созданием изделия РДС-6с.